# Hugh Owen Thomas
Pour les articles homonymes, voir Thomas.

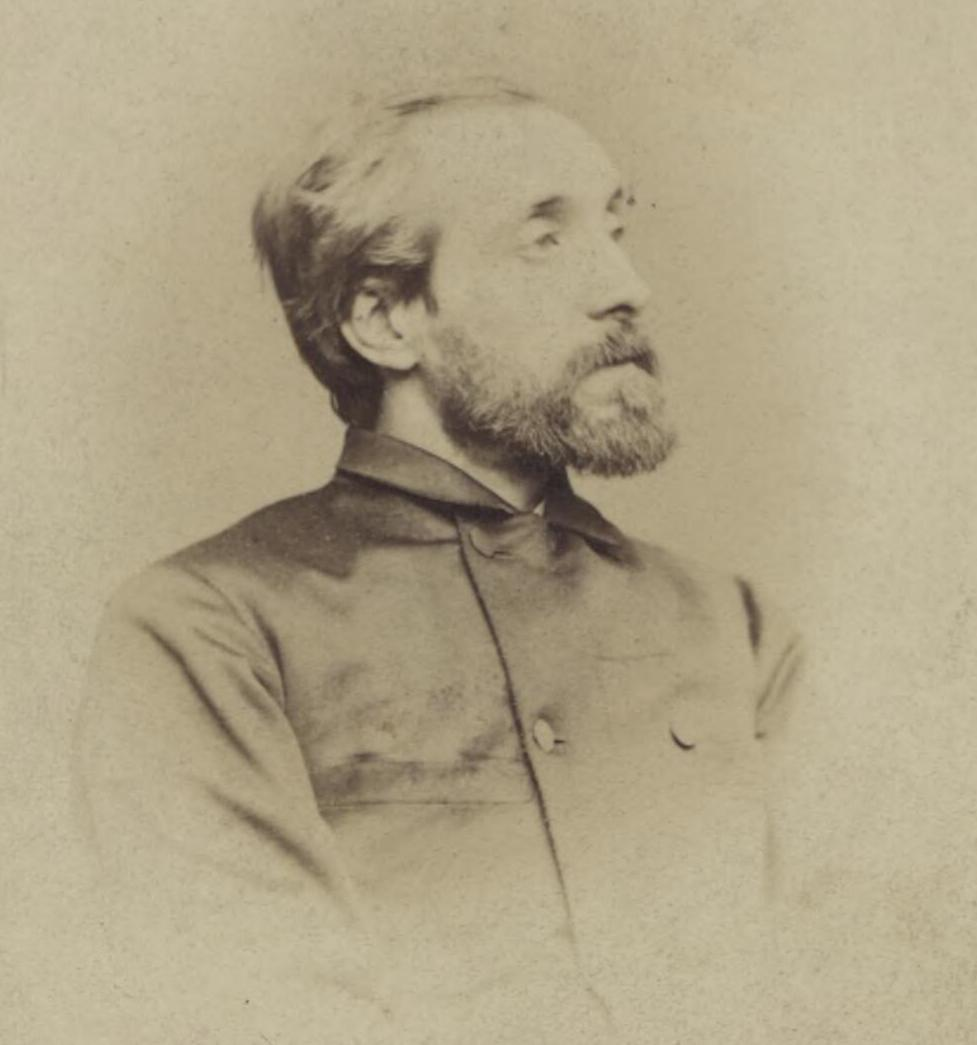
Hugh Owen Thomas

Hugh Owen Thomas (23 août 1834 - 6 janvier 1891) est un chirurgien orthopédique Gallois. Lui et son neveu Sir Robert Jones (1er baronnet) ont été appelés "les pères de la chirurgie orthopédique".
Thomas descendait d'une lignée de bone setters gallois et accordait une grande importance au repos dans le traitement des fractures. Il est responsable d'un certain nombre de contributions au traitement et à la chirurgie orthopédiques, produisant un certain nombre de livres et de méthodes qui ont révolutionné la pratique orthopédique. Il est particulièrement connu pour l'attelle de Hugh Thomas, qui est largement utilisée pendant la Première Guerre mondiale, réduisant la mortalité de 80 % à seulement 8 % à la fin de la guerre. Ses principes de pratique ont également été diffusés aux États-Unis par John Ridlon, entre autres,,.

## Origine familiale
Hugh Owen Thomas était l'arrière-petit-fils d'un jeune garçon qui avait fait naufrage sur Ynys Môn/Anglesey entre 1743 et 1745 avec son frère. L'un des jeunes frères est décédé quelques jours plus tard ; le survivant reçoit le nom d'Evan Thomas de la famille qui l'a adopté et élevé, et a établi une tradition familiale de Bonesetter. Des enquêtes ADN ultérieures ont révélé qu'Evan Thomas était originaire des montagnes du Caucase, à la frontière entre la Géorgie et la Russie,.

## Enfance et éducation
Hugh Owen Thomas naît à Ynys Môn/Anglesey le 23 août 1834, alors que sa mère rendait visite à des parents sur l'île. Hugh est décrit comme un enfant fragile et ses parents l'envoient vivre chez ses grands-parents à Ynys Môn/Anglesey jusqu'à l'âge de 13 ans, espérant que cet environnement sera plus bénéfique pour sa santé que l'industrie de Liverpool. Alors qu'il était à l'école, un autre écolier a jeté une pierre sur Thomas, l'atteignant et lui causant un œil ectropion. Thomas commence à porter un cache-œil pour empêcher l'air froid d'entrer et, plus tard, a gardé son chapeau à visière baissée par-dessus pour empêcher les autres de le regarder,. Hugh Owen Thomas est né à Ynys Môn/Anglesey le 23 août 1834, alors que sa mère rendait visite à des parents sur l'île. Hugh est décrit comme un enfant fragile et ses parents l'envoient vivre chez ses grands-parents à Ynys Môn/Anglesey jusqu'à l'âge de 13 ans, espérant que cet environnement sera plus bénéfique pour sa santé que l'industrie de Liverpool. Alors qu'il était à l'école, un autre écolier a jeté une pierre sur Thomas, l'atteignant et lui causant un œil ectropion. Thomas commence à porter un cache-œil pour empêcher l'air froid d'entrer et, plus tard, a gardé son chapeau à visière baissée par-dessus pour empêcher les autres de le regarder,.
Fils aîné d'Evan Thomas (petit-fils du prieur Evan Thomas du même nom), Hugh Owen Thomas fait ses études au collège de New Brighton, jusqu'à l'âge de 17 ans. Il est apprenti du Dr Owen Roberts avant d'étudier à l'université d'Édimbourg en 1855. Après deux sessions à Édimbourg, il est passé au University College de Londres pour sa troisième session. En 1857, il obtient un MRCS anglais et se rend à Paris pour étudier la chirurgie.

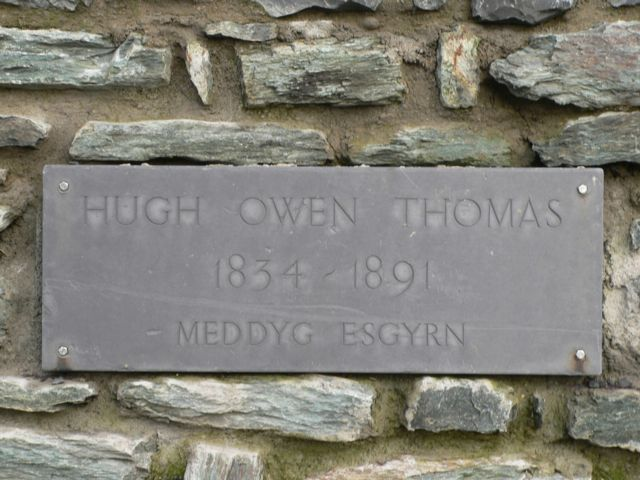
Une plaque dédiée à Hugh Owen Thomas à Llys Meddyg, Bodedern, Ynys Môn/Anglesey. "Hugh Owen Thomas, 1834 - 1891, Meddyg Esgyrn" (médecin des os).

## Carrière professionnelle
Après son séjour en France, Hugh Owen Thomas rejoint le cabinet de son père Evan Thomas pendant un an. Sa relation de travail s'est détériorée avec son père, le père sans formation académique et le fils ayant une formation médicale continuant à être en désaccord. Thomas a ouvert son propre cabinet au 24 Hardy Street, Liverpool et en 1866, il a acquis le 11 Nelson Street, Liverpool, agrandissant le cabinet pour contenir deux salles d'attente, quatre salles de consultation, un cabinet et un atelier.Il employait un forgeron et un travailleur du cuir à plein temps pour fabriquer des attelles et d'autres dispositifs médicaux qu'il avait lui-même conçus et a traité de nombreux patients de la région du Merseyside. Il est connu pour ses principes de repos et d'alignement des os avant ldécouvree et l'utilisation des rayons X. Il était également connu pour encourager l'immobilité et le repos de l'os ou de l'articulation blessé ou malade. En 1875, Thomas publie son premier livre, intitulé Diseases of the Hip, Knee, and Ankle Joints (Maladies des articulations de la hanche, du genou et de la cheville) où il a décrit pour la première fois ses conceptions d'attelles de hanche et de genou.

## Héritage médical

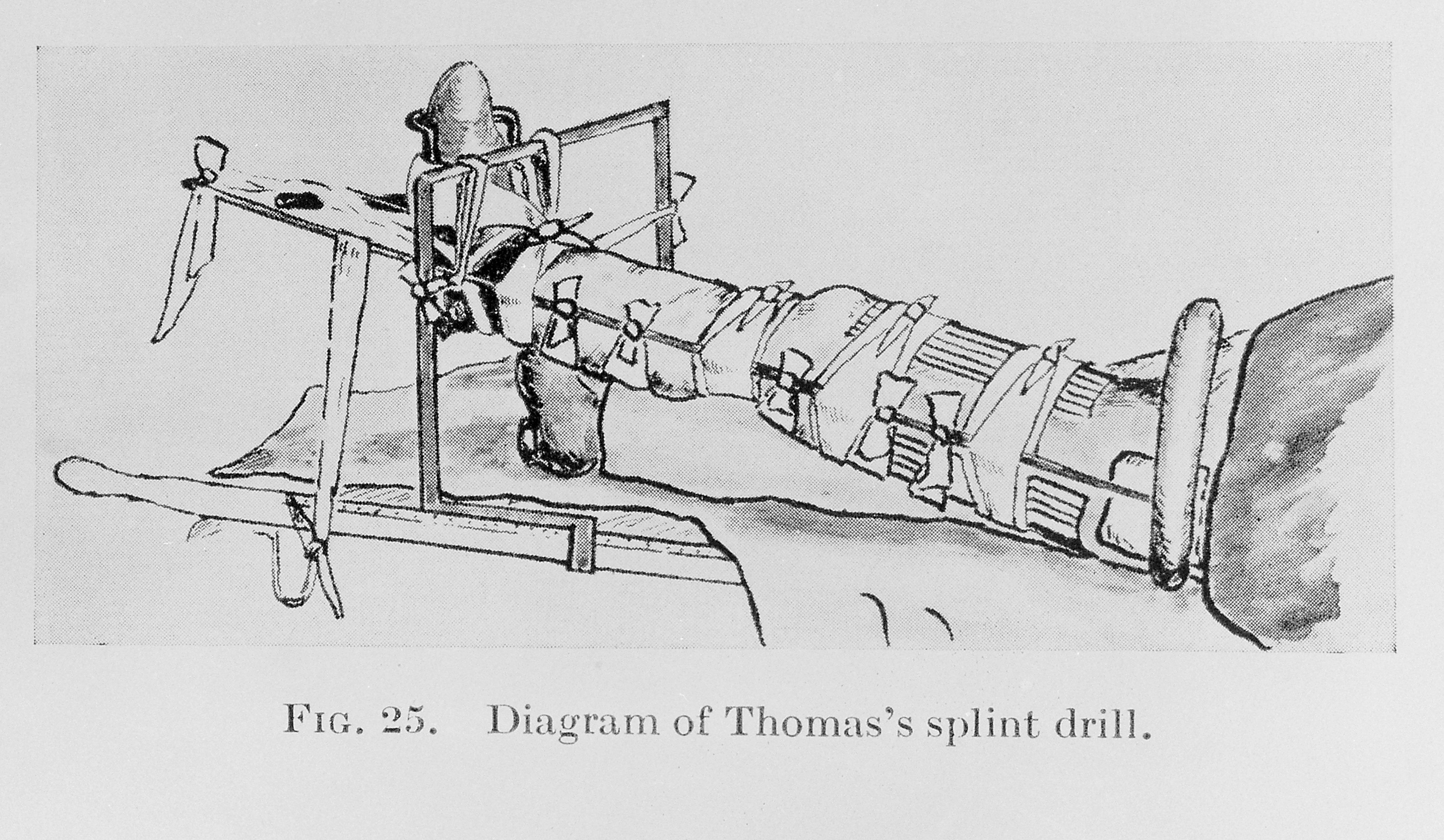
Application de l'attelle de Thomas.

Sa contribution à l'orthopédie est multiple. Dans le traitement des ruptures et de la tuberculose, il préconise le repos, qui doit être "imposé, ininterrompu et prolongé". Il a conçu l'attelle de Hugh Thomas pour traiter les fractures du fémur et de l'articulation de la hanche, le test de Hugh Thomas pour évaluer la contracture et l'extensibilité de la hanche, le collier de Hugh Thomas pour traiter la tuberculose des vertèbres cervicales, et la manœuvre de Hugh Thomas pour évaluer la fracture de l'articulation de la hanche, la clé de Hugh Thomas pour réduire les fractures (remettre les os en place) et le talon de Hugh Thomas pour empêcher la dépression de l'astragale (dans la cheville),.

### Attelle de Hugh Thomas
Afin d'obtenir une combinaison de repos prolongé, Hugh Thomas a créé l'attelle de traction, qui stabiliserait un fémur fracturé et préviendrait l'infection. L'attelle de Thomas est introduite en 1916 pour traiter les soldats blessés et a réduit le taux de mortalité dû aux fractures (en particulier les fractures du fémur) de 80 % à 20 %, en 1918. 

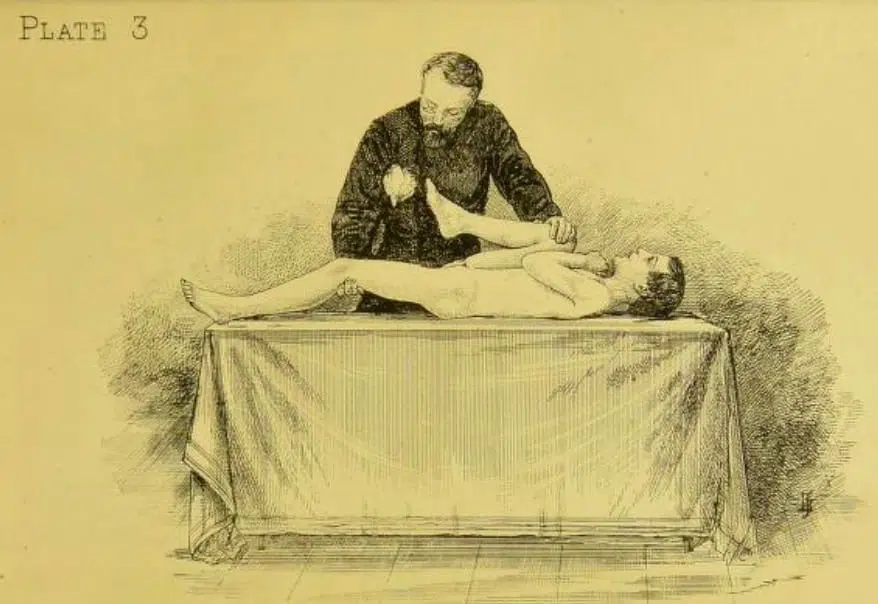
Illustration du test de Thomas. Extrait de l'ouvrage de Hugh Thomas Owen "Diseases of the hip, knee, and ankle joints : with their deformities, treated by a new and efficient method", 1875.

### Test de Hugh Thomas
Le test de Hugh Thomas est une méthode de détection de la contracture de flexion de la hanche (flexion partielle fixe de la hanche) et de mesure de l'extensibilité de la hanche qui consiste à faire s'allonger le patient sur un lit/table ferme en tenant un genou contre la poitrine. On observe ensuite la contracture et l'extensibilité de la hanche sur la cuisse opposée.

### La manœuvre de Hugh Thomas
La "manœuvre de Hugh Thomas" est une investigation orthopédique pour la fracture de l'articulation de la hanche.

### Collier de Hugh Thomas
Le "collier de Hugh Thomas" est conçu et appliqué pour traiter la tuberculose des vertèbres cervicales de la colonne vertébrale.

### Clé de Hugh Thomas
La " clé de Hugh Thomas " est conçue pour réduire les fractures. et corriger les pieds bots. Le pied bot était roulé entre les deux cylindres les plus courts pour le corriger de force. .

### Talon Hugh Thomas
Le " talon Hugh Thomas " est une partie d'une chaussure pour enfants constituée d'un talon plus long d'un demi-pouce (12 mm) et plus haut d'un huitième à un sixième de pouce (4 à 6 mm) à l'intérieur. Il est utilisé pour amener le talon du pied en déformation en varus, et pour prévenir la dépression dans la région de la tête de l'os du de la cheville.

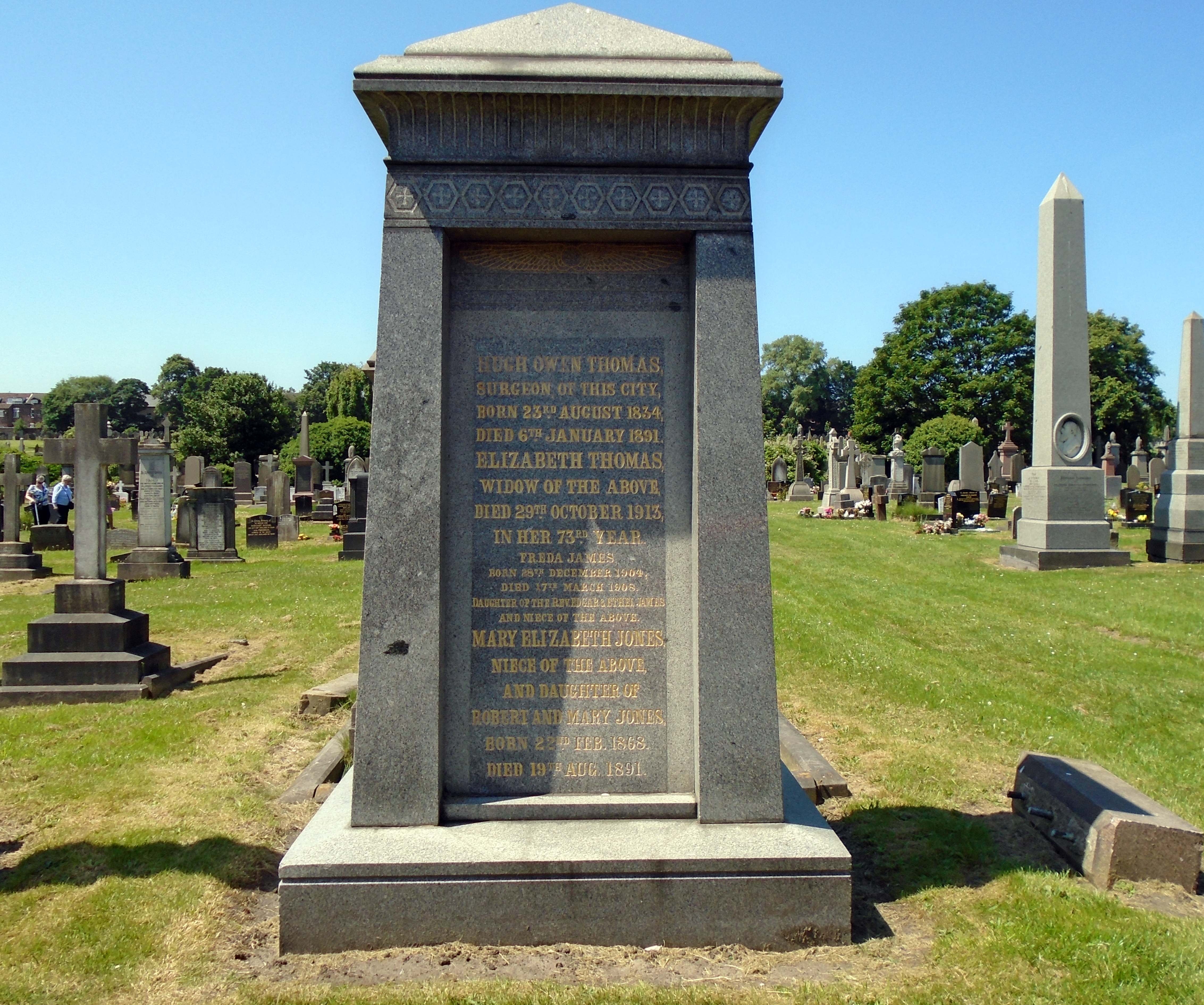
Memorial in Toxteth Park Cemetery

## Travaux
- Maladies des articulations de la hanche, du genou et de la cheville (1876)
- A review of the past and present treatment of disease in the hip, knee, and ankle joints : Avec leurs déformations (1878)
- Le traitement passé et présent des obstructions intestinales (1879)
- Le traitement des fractures de la mâchoire inférieure (1881)
- Maladies et obstructions intestinales (1883)
- L'inhibition nerveuse et sa relation avec la pratique de la médecine (1883)
- Principes du traitement des articulations malades (1883)
- Le collégien de 1666 et les collégiens de 1885 : Ou, quel est le traitement reconnu ? (1885)
- Les principes du traitement des fractures et des luxations (1886)
- Fractures, luxations, maladies et déformations des os du tronc et des extrémités supérieures (1887)
- Une nouvelle opération de lithotomie (1888)
- Une dispute avec le censeur de l'hôpital St. Luke, New York (1889)
- Fractures, dislieus, déformations et maladies des membres inférieurs (1890)
- Lithotomie (1890)

## Autres lectures
- Aitken, D. McCrae, Hugh Owen Thomas : His Principles and Practice (Londres, Oxford university press, 1935)
- Watson, Frederick, Hugh Owen Thomas : A Personal Study (Londres, Oxford University Press, 1934).
- Le Vay, Abraham David, The life of Hugh Owen Thomas (Edimbourg, 1956).
- Thomas Porter McMurray, The life of Hugh Owen Thomas : Centenary Lecture Delivered at the Liverpool Medical Institution (1935).
- (en) Charles S. B. Galasko et Jonathan Noble, Current Trends in Orthopaedic Surgery, Manchester University Press, 1988 (ISBN 9780719025358, lire en ligne), « Sir Harry Platt et l'évolution de la chirurgie orthopédique dans le Nord-Ouest de l'Angleterre »